# Petite Boulogne
Die Petite Boulogne ist ein Fluss in Frankreich, der im Département Vendée in der Region Pays de la Loire verläuft. Sie entspringt knapp südwestlich des Ortes Les Lucs-sur-Boulogne, entwässert anfangs nach Nordwest, dreht dann auf Südwest und mündet nach rund 23 Kilometern an der Gemeindegrenze von Maché und La Chapelle-Palluau im Staubereich der Barrage von Apremont als rechter Nebenfluss in die Vie.

## Orte am Fluss
(in Fließreihenfolge)
- Les Lucs-sur-Boulogne
- Saint-Étienne-du Bois
- Palluau